# Cantone di Mormoiron
Il Cantone di Mormoiron era una divisione amministrativa dell'arrondissement di Carpentras.
È stato soppresso a seguito della riforma complessiva dei cantoni del 2014, che è entrata in vigore con le elezioni dipartimentali del 2015.
Comprendeva i comuni di:
- Bédoin
- Blauvac
- Crillon-le-Brave
- Flassan
- Malemort-du-Comtat
- Méthamis
- Modène
- Mormoiron
- Saint-Pierre-de-Vassols
- Villes-sur-Auzon